# ISO 3166-2:KY
ISO 3166-2:KY es el código para las Islas Caimán en ISO 3166-2, parte del patrón de normalización ISO 3166 publicado por la Organización Internacional de Normalización (ISO), que define los códigos para los nombres de las principales subdivisiones (regiones, provincias, etc) de todos los países codificados en ISO 3166-1.
En la actualidad, no no hay códigos ISO 3166-2 definidos en la entrada para las Islas Caimán.
Las Islas Caimán tienen oficialmente asignado el código KY en ISO 3166-1 alfa-2.
Esta cadena de dos caracteres está asociada más comúnmente a la extensión del dominio oficial en internet de las Islas Caimán: .ky